# まひる野
『まひる野』は、日本の短歌結社誌。1946年（昭和21年）3月、早稲田大学国文科の学生を中心に、窪田空穂主宰、窪田章一郎を発行編集人として創刊。

## まひる野会
創刊の趣旨を記す会規に「本会は、和歌を中心に、一般文芸の創作、ならびに研究を行ふことを目的とす」とあり、創刊当初は窪田空穂門下である早稲田大学国文科の学生らの同人誌の性格を色濃く帯びていた。

篠弘が長く代表を務めてきたが、2022年12月に死去。2023年、運営委員会にて島田修三を新代表に選任した。大下一真を発行編集人として、短歌雑誌『まひる野』を発行。短歌総合誌などの広告では「つねに生活実感を尊重し、詩としての豊かな表現力を希求する集団」として、広く会員を迎えている。
会員は作品I、作品II、作品III、まひる野集、マチエールの5つの選歌欄に分かれ、毎月10首以内を投稿する。作品I、作品II、作品IIIの選者は固定されておらず集団選歌体制をとっている。但し、主にまひる野賞受賞者が所属するまひる野集は篠弘、若手歌人が所属するマチエールは島田修三が選歌を行う。新しく入会した会員は作品IIIに所属し、編集・運営委員会において所属欄の昇格や変更が決定される。

## 定例歌会
東京歌会をはじめ、全国各地で支部が主催する定例の歌会を開催している。
支部は、ひろさき金曜会、青森十和田会、岩手支部、仙台支部、気仙沼支部、いわきサークル、群馬支部、千葉支部、習志野支部、さわらび会、長野支部、松本支部、茨城支部、川越支部、鎌倉支部、伊豆支部、木耀会、田無短歌会、あふりの会、相模サークル、富山支部、高岡支部、名古屋支部、近畿支部、萩支部等がある。

## まひる野全国大会
例年8月下旬に全国大会を開催し、年間テーマについてのパネルディスカッションや歌会を行なっている。

## まひる野賞
会員に対して公募する結社内の新人賞。未発表作50首、応募資格は入会後一年以上の会員で、一年間無欠詠または欠詠二回までの人。受賞者はその年の8月号で発表され、まひる野全国大会で表彰される。

## 主な歌人（故人・退会者含む）
- 窪田空穂　創刊時の主宰。
- 窪田章一郎　創刊時の発行編集。後に主宰。
- 武川忠一　「音」を創刊。
- 馬場あき子　「かりん」を創刊。
- 岩田正　「かりん」を創刊。
- 川口常孝　元運営委員。
- 橋本喜典　運営・編集委員長。
- 篠弘　元代表。
- 岸上大作　元会員。
- 玉井清弘　「音」の創刊に参加。
- 島秋人　元会員。
- 内藤明　「音」の創刊に参加。
- 今野寿美　「かりん」の創刊に参加。現在、「りとむ」短歌会同人
- 大下一真　編集人。
- 島田修三　代表。
- 柳宣宏　運営委員。
- 中根誠　運営委員。
- 今井恵子　運営委員。
- 加藤孝男
- 柴田典昭　運営委員。
- 広坂早苗　運営委員。
- 飯田有子　元会員。現在、「かばん」同人。
- 染野太朗　運営委員。
- 三浦槇子　元運営委員。
- 富田睦子　運営委員。
- 後藤由紀恵　運営委員。
- 服部嘉香　元会員。